# 竹渓県
竹渓県（ちくけい-けん）は、中華人民共和国湖北省十堰市に位置する県。

## 行政区画
- 鎮:城関鎮、蒋家堰鎮、中峰鎮、水坪鎮、県河鎮、泉渓鎮、豊渓鎮、竜壩鎮、兵営鎮、匯湾鎮、新洲鎮
- 郷:鄂坪郷、天宝郷、桃源郷、向壩郷